# 쓰가루오사와역
쓰가루오사와역(일본어: 津軽大沢駅)은 일본 아오모리현 히로사키시에 위치한 고난 철도 고난 선의 철도역이다. 섬식 승강장 1면 2선의 구조를 갖춘 지상역이다.

## 타는 곳
| 1 | ■ 오와니 선 | 하행 | 주오히로사키 방면 |
| 2 | ■ 고난 선   | 상행 | 오와니 방면       |

## 역 주변
- 오사와 간이 우체국

## 역사
- 1952년 1월 26일 : 히로사키 전기 철도에 의해 개업.
- 1970년 10월 1일 : 고난 철도로 양도. 출찰과 개찰 업무를 외부위탁함.
- 1971년 11월 8일 : 차량 검수소가 역 구내로 신설.
- 1972년 7월 1일 : 출.개찰 업무의 외부 위탁을 폐지, 직영으로 함.
- 1974년 10월 1일 : 출.개찰 업무를 다시 외부로 위탁함.
- 시기 불명 : 위탁 폐지, 무인화.
- 2011년 10월 30일 : 이 날을 기해서 역무원의 배치를 중지함과 함께, 출.개찰 업무를 종료함.

## 인접 역
| 고난 철도 오와니 선        | 고난 철도 오와니 선 | 고난 철도 오와니 선          |
| -------------------------- | ------------------- | ---------------------------- |
| 기주쿠코코마에 오와니 방면 | ■ 오와니 선         | 마쓰키타이 주오히로사키 방면 |